# Пхарчхоевский говор
Пхарчхоевский говор (чечен. Пхьарчхойн лер) — говор аккинского диалекта чеченского языка. Пхарчхоевский говор представлен в селениях Акташ-Аух (современный Ленинаул) и Юрт-Аух (современный Калининаул) Казбековского района, и в селении Чонтаул Кизилюртовского района, а также частично в других населённых пунктах, в частности в городе Хасав-Юрт. По мнению И. А. Арсаханова, в «пхарчхойском говоре имеются согласные спирантизированного типа, который, как правило, встречается перед гласным в начале слова (Ӏуъ — „пастух“, Іаьхар — „ягненок“, Іьабаг — „ложка“)» чем и отличается от литературного чеченского языка.
Для пхарчхойского говора, характерна полная регрессивная ассимиляция согласных в форме прошедшего совершенного времени глагола и в некоторых причастиях, тем самым сближает говор с галанчожским диалектом: Различия между гачалкоевским и пхарчхоевским говорами:
|            | Гачалкоевский | Пхарчхоевский |
| ---------- | ------------- | ------------- |
| «идёт»     | вагӀш         | вогӀш         |
| «пришёл»   | вени          | венув         |
| «сказал»   | аьлни         | аьлнд         |
| «закончил» | даьлни        | даьлнд        |